# Zusammenhangszuständigkeit
Mit Zusammenhangszuständigkeit (auch: Gerichtsstand kraft Sachzusammenhang; Sachzusammenhangsregelung des § 2 Absatz 3 ArbGG) bezeichnet man die in § 2 Abs. 3 Arbeitsgerichtsgesetz geregelte erweiternde, fakultative arbeitsgerichtliche Rechtswegzuständigkeit für an sich rechtswegfremde Streitgegenstände kraft Sachzusammenhang.

## Allgemeines

### Wortlaut des §2 III ArbGG
§ 2 Abs. 3 ArbGG lautet: „Vor die Gerichte für Arbeitssachen können auch nicht unter die Absätze 1 und 2 fallende Rechtsstreitigkeiten gebracht werden, wenn der Anspruch mit einer bei einem Arbeitsgericht anhängigen oder gleichzeitig anhängig werdenden bürgerlichen Rechtsstreitigkeit der in den Absätzen 1 und 2 bezeichneten Art in rechtlichem oder unmittelbar wirtschaftlichem Zusammenhang steht und für seine Geltendmachung nicht die ausschließliche Zuständigkeit eines anderen Gerichts gegeben ist.“

### Beispiel
Verklagt ein Arbeitgeber seinen Arbeitnehmer auf Schadensersatz wegen einer Unterschlagung, ist nach § 2 Abs. 3 ArbGG das Arbeitsgericht auch für eine Klage gegen einen Mittäter rechtswegzuständig, auch wenn der Mittäter kein Arbeitnehmer im Sinne des § 5 ArbGG ist.

### Normzweck (Ratio)
Nach einer gängigen Formulierung des BAG dient § 2 Abs. 3 ArbGG dazu, „die Teilung rechtlich oder innerlich zusammengehörender Verfahren zwischen den ordentlichen Gerichten und den Gerichten für Arbeitssachen im gebotenem Umfang verhindern“.
Deutlicher erscheint die Formulierung, dass § 2 Abs. 3 ArbGG dazu dient, „innerlich zusammengehörende Verfahren auch einheitlich zu verhandeln und zu entscheiden“ bzw. eine „einheitliche(.) Verhandlung und Entscheidung“ eines einheitlichen Lebenssachverhalts zu ermöglichen.
§ 2 Abs. 3 ArbGG dient „dem Interesse der gemeinsamen Entscheidung“. Zweck der Vorschrift ist es, einen einheitlichen Sachverhalt „in einem Aufwaschen“ zu entscheiden.

### Terminologie
Im Zusammenhang des § 2 Abs. 3 ArbGG unterscheidet man traditionell die Hauptklage und die Zusammenhangsklage.
Die Hauptklage (auch: Hauptsacheklage; Hauptstreit; Arbeitsrechtssache nach § 2 Abs. 1, 2 ArbGG) ist die Klage, für die eine arbeitsgerichtliche Rechtswegzuständigkeit (im Folgenden auch nur: Rechtswegzuständigkeit) nach § 2 Abs. 1 oder Abs. 2 ArbGG vorliegt.
Zusammenhangsklage (auch: Zusammenhangsstreitigkeit, nichtarbeitsrechtlicher Anspruch, Nichtarbeitssache) ist der (meist als Klage geltend gemachte) Streitgegenstand, dessen Rechtswegzuständigkeit nach § 2 Abs. 3 ArbGG begründet werden soll bzw. wird.
Diese Terminologie ist in zweifacher Hinsicht irreführend: zum einen kann es sich bei der Zusammenhangsklage auch um eine Aufrechnung handeln. Zum anderen wird sprachlich der Eindruck erweckt, als gehe es um zwei selbständige Klagen. Dies ist aber weder faktisch die Regel noch nach zutreffender Auffassung rechtlich zulässig (siehe unten).
Wird eine Zusammenhangsklage in einem anderen Verfahren als das der Hauptklage erhoben, spricht man von einer selbständigen Zusammenhangsklage. Erfolgt sie in demselben Verfahren, lässt sich von einer unselbständigen Zusammenhangsklage sprechen.
Von einer isolierten Zusammenhangsklage wird zum Teil gesprochen, wenn die Zusammenhangsklage vor der Hauptklage erhoben wird.

### Ausnahmevorschrift und Weite der Auslegung
Unter dem Eindruck verfassungsrechtlicher Bedenken betont das Bundesarbeitsgericht (BAG) in neuerer Zeit den Charakter als „Ausnahmevorschrift“, die eng auszulegen sei.
Davon unbeeindruckt wird (nur) für das Merkmal des rechtlichen und unmittelbaren wirtschaftlichen Zusammenhanges allgemein für eine weite Auslegung plädiert.

### Geltung nur für Arbeitsgerichte
Durch § 2 Abs. 3 ArbGG kann nur die Rechtswegzuständigkeit des Arbeitsgerichts erweitert werden. Streitgegenstände für die das Arbeitsgericht nach § 2 Abs. 1 und 2 ArbGG zuständig ist, können nicht kraft Sachzusammenhang anderen Gerichtsbarkeiten zugeordnet werden. Eine entsprechende Regelung gibt es für die ordentliche Gerichtsbarkeit nicht.
„Eine Ausnahme besteht lediglich für Vergütungsklagen bei Arbeitnehmererfindungen und Urheberrechtsstreitigkeiten aus dem Arbeitsverhältnis“.

### Konkurrenz zu §2 Abs.1 Nr. 4 ArbGG
§ 2 Abs. 1 Nr. 4a ArbGG ist lex specialis zu § 2 Abs. 3 ArbGG.
In beiden Fällen bedarf es eines „rechtlichen oder unmittelbar wirtschaftlichen Zusammenhangs“.
Während sich § 2 Abs. 1 Nr. 4a ArbGG auf das Arbeitsverhältnis bezieht, bezieht sich § 2 Abs. 3 ArbGG auf den Hauptprozess.
Die engere Vorschrift des § 2 Abs. 1 Nr. 4a ArbGG führt zu einer ausschließlichen, die weitere des § 2 Abs. 3 ArbGG zu einer fakultativen Zuständigkeit der Arbeitsgerichte.
Ziemann, in: Henssler/Willemsen/Kalb, Arbeitsrecht, 2. Aufl. [2007], ArbGG § 2 Rn. 92
Für das Verhältnis des § 2 Abs. 1 Nr. 4b ArbGG zu § 2 Abs. 3 ArbGG gilt das zum Verhältnis des § 2 Abs. 1 Nr. 4a ArbGG zu § 2 Abs. 3 ArbGG Gesagte entsprechend.

### Verfassungsmäßigkeit
Die gesetzliche Regelung des § 2 Abs. 3 ArbGG verstößt nicht gegen das grundgesetzliche Gebot des gesetzlichen Richters gemäß Art. 101 Abs. 1 S. 2 GG.
Art. 101 Abs. 1 S. 2 GG lässt aber Formen der Rechtswegerschleichung verhindern (vgl. unten).

### Gesetzgebungsgeschichte
Die Zusammenhangsklage war früher in § 3 Abs. 1 ArbGG (1953) geregelt.

## Voraussetzungen

### Urteilsverfahren
§ 2 Abs. 3 ArbGG gilt nur im Urteilsverfahren (§ 2 Abs. 5 ArbGG in Verbindung mit §§ 46 ff. ArbGG), nicht im Beschlussverfahren (§ 2a ArbGG in Verbindung mit §§ 80 ff. ArbGG).

### Hauptklage (arbeitsgerichtliche Rechtsstreitigkeit)

#### Anhängigkeit der Hauptklage
Eine Zusammenhangszuständigkeit setzt eine Anhängigkeit der Hauptklage voraus.

##### Begriff der Anhängigkeit
Die Anhängigkeit wird durch die Einreichung der Klage begründet. Auf den Zeitpunkt der Zustellung kommt es nicht an.

##### Gleichzeitigkeit der Anhängigkeit
- Nach dem Wortlaut des § 2 Abs. 3 ArbGG bedarf es einer anfänglichen oder gleichzeitigen Anhängigkeit der Hauptklage.

Die Anhängigkeit der Hauptklage muss für diese Alternative noch bestehen, wenn die Zusammenhangsklage zugestellt wird.
- Der Fall der nachträglichen Anhängigkeit der Hauptklage ist umstritten. Nach herrschender Meinung heilt eine nachträgliche Hauptklage das Fehlen einer Rechtswegzuständigkeit bei einer anfänglich isoliert erhobenen Zusammenhangsklage.[21]

Wird gegen einen Verweisungsbeschluss sofortige Beschwerde erhoben, so ist eine Heilung noch bis zur Entscheidung durch das Landesarbeitsgericht (LAG) möglich.

##### Wegfall der Anhängigkeit
Umstritten ist auch, ob ein nachträglicher Wegfall der Anhängigkeit der Hauptklage einer Zusammenhangszuständigkeit entgegenstehen kann.
Dabei ist zwischen den Fällen des Wegfalls der Anhängigkeit der Hauptklage vor der Verhandlung der Hauptsache (= Antragstellung) und nach Verhandlung der Hauptsache zu unterscheiden.
In einer älteren, bislang nicht revidierten Entscheidung nimmt das BAG an, dass eine Rücknahme der Hauptklage vor Verhandlung zur Hauptsache eine Zusammenhangszuständigkeit ausschließe, während die Literatur dies zum Teil anders sieht. In der Tat dürfte nunmehr § 17 Abs. 1 S. 1 GVG der Auffassung des BAG entgegenstehen.
Der Wegfall der Anhängigkeit der Hauptklage nach Beginn der mündlichen Verhandlung (durch Antragstellung) – in welcher Form auch immer – ist nach allgemeiner Meinung (auch nach dem BAG) unschädlich.

#### Arbeitsgerichtliche Rechtswegzuständigkeit für die Hauptklage

##### Notwendigkeit
Eine Zusammenhangszuständigkeit setzt voraus, dass eine arbeitsgerichtliche Rechtswegzuständigkeit für die Hauptklage besteht.

##### Verbot der Rechtswegerschleichung (Art. 101 Abs.1 S. 2 GG)
In den Fällen struktureller Rechtswegerschleichung (siehe oben bei Anwendungsvoraussetzungen) ist die Rechtswegzuständigkeit für die Hauptklage notwendige, aber nicht hinreichende Voraussetzung für eine Zusammenhangszuständigkeit nach § 2 Abs. 3 ArbGG.

###### Bloßer Sic-non-Fall unzureichend
Die Rechtswegzuständigkeit der Gerichte für Arbeitsrechtssachen für die Hauptklage auf Grund des Vorliegens eines Sic-non-Falls reicht für die Begründung eines Zusammenhangs nach § 2 Abs. 3 ArbGG nicht aus. Anderslautende ältere Rechtsprechung ist überholt. Es bedarf auch keiner Konstruktion über § 242 BGB (Treu und Glauben). Das BAG schränkt § 2 Abs. 3 ArbGG in diesen Fällen ein, um eine Art. 101 Abs. 1 S. 2 GG widersprechende Rechtswegerschleichung zu verhindern.

###### Nicht bei treuwidriger Rechtswegerschleichung (§242 BGB)
Zum Teil wird (wurde ?) von einigen Landesarbeitsgerichten vertreten, dass eine an sich gegebene Rechtswegzuständigkeit nach § 2 Abs. 3 ArbGG im Fall einer treuwidrigen Rechtswegerschleichung nicht gegeben sein kann. Dies komme in Betracht, wenn die Hauptklage nur „fiktiver Natur“ und "offensichtlich unbegründet sei.
Das BAG hat diese Konstruktion als nicht hinreichend konturiert abgelehnt.
Es erscheint fraglich, ob für die § 242 BGB – Rechtsprechung der Landesarbeitsgerichte nach der teleologischen Reduktion des § § 2 Abs. 3 ArbGG durch das BAG im Fall einer sic-non-Hauptklage noch Raum ist bzw. Bedarf besteht. Jedenfalls dürfte es mehr in der Linie des BAG liegen, sich direkt auf Art. 101 I 2 GG zu berufen.

##### Einzelfälle
- Hauptklage nicht als bloßer Hilfsantrag

Die Arbeitsrechtssache muss als Hauptantrag und darf nicht als bloßer Hilfsantrag gestellt sein
- rechtskräftiger Verweisungsbeschluss

Nach OLG Düsseldorf ist es ausreichend, dass die Rechtswegzuständigkeit einer Hauptklage durch rechtskräftigen Verweisungsbeschluss an die Gerichte für Arbeitsrechtssachen begründet worden ist. Dies erscheint aber im Hinblick zu Art. 101 I 2 GG zumindest für Fälle des sic-non fragwürdig.
- ein arbeitsrechtlicher Klagegrund ausreichend

Es ist ausreichend, wenn ein Klagegrund arbeitsrechtlicher Natur ist. „Unerheblich ist, daß gegebenenfalls rechtswegüberschreitend auch sonstige bürgerlich-rechtliche Fragen zu entscheiden sind. Der Gesetzgeber ist davon ausgegangen, daß für die allgemein zivilrechtlichen Fragen die Gerichte für Arbeitssachen ebenfalls kompetent sind, während den ordentlichen Gerichten die arbeitsrechtlichen Spezialkenntnisse fehlen.“
- Änderung des Klägervortrags in der Hauptstreitigkeit

Eine Zusammenhangszuständigkeit scheidet aus, wenn „die Hauptstreitigkeit, die zunächst eine Arbeitsrechtsstreitigkeit … war, durch Änderung des Tatsachenvortrages zu einer nichtarbeitsrechtlichen Streitigkeit wird“
- unzulässige Zwischenfeststellungsklage auf Feststellung des rechtswegbegründenden Rechtsverhältnisses

Eine unzulässige Zwischen-Feststellungsklage auf Feststellung gerade des Rechtsverhältnisses, von dessen rechtl. Qualifikation die Zuständigkeit des einen oder anderen Rechtsweges abhängt, reicht nicht als Hauptsacheklage aus, die Zusammenhangszuständigkeit zu begründen.
- Sonstige Zulässigkeit der Hauptklage unerheblich

Es ist nicht notwendig, dass die Hauptklage auch ansonsten zulässig ist.

### Zusammenhangsklage

#### Sachzusammenhang („rechtlicher oder unmittelbar wirtschaftlicher Zusammenhang“)
Eine Zuständigkeit nach § 2 Abs. 3 ArbGG setzt voraus, dass zwischen der Hauptklage und der Zusammenhangsklage ein rechtlicher oder unmittelbar wirtschaftlicher Zusammenhang (hier Sachzusammenhang genannt) besteht.

##### Begriff
Ob zwischen rechtlichem und unmittelbar wirtschaftlichem Zusammenhang „im wesentlichen und letztlich Ähnliches oder doch Entsprechendes wie mit dem rechtlichen Zusammenhang gemeint, sodass die Grenzen zwischen den beiden Rechtsbegriffen fließend sind“ erscheint fraglich, ist aber jedenfalls für die Praxis unerheblich.

##### Rechtlicher Zusammenhang
Zur Bestimmung des rechtlichen Zusammenhangs i.S.d. § 2 Abs. 3 ArbGG kann auch auf die zu § 33 ZPO entwickelten Kriterien zurückgegriffen werden.
Der rechtliche Zusammenhang kann sich aus dem Streitgegenstand der Klage oder aus der Verteidigung des Beklagten ergeben.
Ein rechtlicher Zusammenhang liegt vor, „wenn die Haupt- und Zusammenhangsklage aus demselben Tatbestand abgeleitet werden oder demselben Rechtsverhältnis entspringen“
, „wenn der Anspruch auf dem Arbeitsverhältnis beruht oder durch dieses bedingt ist“
Ein rechtlicher Zusammenhang wie in § 33 ZPO besteht kraft Zusammenhang zu den vorgebrachten Verteidigungsmitteln, wenn ein „Zusammenhang nur mit einer zur Aufrechnung gestellten oder im Wege der Widerklage gelten gemachten (…) Gegenforderung gegeben ist“.
Als Verteidigungsmittel, die einen rechtlichen Zusammenhang begründen, sind zu nennen die Aufrechnung, ein Zurückbehaltungsrecht, eine Widerklage (einschließlich einer Wider-Widerklage).

##### Unmittelbarer wirtschaftlicher Zusammenhang
Neben dem rechtlichen Zusammenhang kommt auch ein unmittelbarer wirtschaftlicher Zusammenhang in Betracht. Der wirtschaftliche Zusammenhang ist „als ergänzendes Zuordnungskriterium“ aufgenommen worden.
§ 2 Abs. 3 ArbGG verlangt eine „Unmittelbarkeit“. Damit sollte zum Ausdruck kommen, dass „ein rein zeitlicher, zufälliger Zusammenhang nicht ausreicht“
Das Tatbestandsmerkmal des unmittelbaren wirtschaftlichen Zusammenhangs erscheint vage. Entscheidend ist letztlich, ob es sinnvoll ist, eine Arbeits- und eine Nichtarbeitsrechtssache zusammen verhandeln und entscheiden zu können.
Ein unmittelbar wirtschaftlicher Zusammenhang besteht, wenn Ansprüche auf demselben wirtschaftlichen Verhältnis beruhen oder wirtschaftliche Folgen desselben Tatbestands sind. Die Ansprüche müssen innerlich eng zusammengehören, also einem einheitlichen Lebenssachverhalt entspringen" und die Verbindung darf „nicht nur rein zufällig“ sein
Es kommt darauf an, ob Haupt- und Zusammenhangsklage auf demselben wirtschaftlichen Verhältnis („Komplex“) beruhen oder wirtschaftliche Folgen desselben Tatbestands sind.

##### Auslegungsmaxime
Unter Beachtung der durch Art. 101 I 2 GG gesetzten Grenzen ist eine weitherzige Auslegung im Sinne der Prozessökonomie geboten. Es genügt ein „Zusammenhang im weitesten Sinn“.

##### Einzelfälle
- Im Fall einer Aufrechnung oder Widerklage[55] (oder Wider-Wider-Klage[56]) ist ein rechtlicher Zusammenhang gegeben. Eine Zusammenhangszuständigkeit setzt aber voraus, dass für die Gegenforderung kein ausschließlicher Gerichtsstand besteht.
- Bürgschaftsklage: Ein ausreichender Zusammenhang besteht bei einer Klage gegen den Schuldner und gegen den Bürgen.[57]

So auch in dem Fall, dass eine gemeinsame Einrichtung der Tarifvertragsparteien der Bauwirtschaft neben einem ausländischen Arbeitgeber auch dessen inländischen Auftraggeber auf Zahlung von Urlaubskassenbeiträgen in Anspruch nimmt.
- Schadensersatzklage aus Delikt gegen Mittäter: Macht ein Arbeitgeber gegen seinen Arbeitnehmer einen deliktischen Anspruch geltend und nimmt er einen Dritten als Gesamtschuldner nach § 840 BGB in Anspruch, so besteht ein ausreichender Zusammenhang i. S. d. § 2 Abs. 3 ArbGG[59]

- Klage aus dem Arbeitsverhältnis und aus Organschaftsverhältnis (Organvertreter): Hier gibt es eine komplexe Rechtsprechung. Die Einschränkung für sic-non-Fälle ist gerade hier zu beachten.

Ein Zusammenhang besteht, wenn der Kläger Ansprüche aus einem Arbeitsverhältnis und zugleich als Organvertreter (z. B. Geschäftsführer einer GmbH) geltend macht.
- Prätendentenstreit (Gläubigerstreit) nach § 75 ZPO[61]
- Schadensersatz nach § 840 Abs. 2 ZPO: Es besteht eine Zusammenhangszuständigkeit für einen Schadensersatzanspruch nach § 840 Abs. 2 ZPO wegen fehlerhafter Drittschuldnerauskunft in Verbindung mit der Geltendmachung eines gepfändeten Lohnanspruchs.[62], nicht aber für eine isolierte Klage auf Schadensersatz und Auskunft[63]

- Gebührenrechtsstreit (§ 34 ZPO): Für die Klage eines Prozeßbevollmächtigten gegen seinen Mandanten wegen Gebühren und Auslagen im Zusammenhang mit einem Rechtsstreit vor dem Arbeitsgericht ist der Rechtsweg zu den ordentlichen Gerichten und nicht zu den Gerichten für Arbeitssachen gegeben[64]
- gemischte Verträge: Bei einem gemischten Vertrag ist grundsätzlich die „Beurteilung des Streitverhältnisses dem jeweils einschlägigen Vertragselement zu entnehmen“.[65] Davon ist jedoch eine Ausnahme zu machen, wenn es um die Auflösung der Vertragseinheit selbst geht, wenn also einheitlich über das Bestehen oder die Auflösung des Gesamtvertrages entschieden werden muss. In einem solchen Fall richtet sich die prozessuale Zuständigkeit nach demjenigen Vertragstypus, der die Auflösung des Gesamtvertrages sinnvoll ermöglicht und wirtschaftlich sein Schwergewicht bildet.[66]

- Klage eines Arbeitnehmers/Arbeitgebers auch gegen die Versicherung des anderen: Ein Zusammenhang ist zu bejahen, wenn „ein Arbeitnehmer oder ein Arbeitgeber klagt einen Direktanspruch gegen die Versicherung der jeweils anderen Seite ein(klagt).“[67]

- Klage aus Arbeitsverhältnis und Freiem Mitarbeiterverhältnis: Ein Zusammenhang ist zu bejahen, wenn ein Kläger Ansprüche aus einem Arbeitsverhältnis und zugleich aus einem Freien Mitarbeiterverhältnis einklagt.[68]

#### Weitere (formelle) Voraussetzungen

##### Allgemeines
- Eine Zuständigkeit nach § 2 Abs. 3 ArbGG ist fakultativ. Sie besteht nur dann, wenn eine Zusammenhangsklage beim Arbeitsgericht überhaupt erhoben wird.[69]

- Die Klageart ist für die Frage der Zusammenhangszuständigkeit unerheblich.[70]

- Der rechtswegfremde Anspruch kann auch lediglich als Hilfsantrag geltend gemacht werden.[71]

- Es ist unerheblich, ob durch eine Zusammenhangsklage die Anzahl der Streitgegenstände oder der beteiligten Parteien vermehrt wird.[72]

- Eine Zusammenhangszuständigkeit besteht unabhängig davon, ob eine Zusammenhangsklage ansonsten zulässig ist.[73]

##### Nur bürgerlich-rechtliche Rechtsstreitigkeiten
Gegenstand der Zusammenhangsklage muss eine bürgerlich-rechtliche Rechtsstreitigkeit sein. Öffentlich-rechtliche Streitigkeiten können nicht Gegenstand einer Zusammenhangsklage sein. Über diese haben die Verwaltungsgerichte, Sozial- oder Finanzgerichte zu entscheiden.

##### Keine ausschließliche Rechtswegzuständigkeit
Ein anderweitiger ausschließlicher Gerichtsstand schließt eine Zusammenhangszuständigkeit aus.
Eine anderweitige ausschließliche Rechtswegzuständigkeit der ordentlichen Gerichte kann auf Gesetz oder auf Parteivereinbarung beruhen.
Die Fälle anderweitiger ausschließlicher Rechtswegzuständigkeit sind selten.

###### Kraft Gesetz
- Streitigkeiten aus Werkmietwohnungen (§ 29a ZPO iVm. § 23 Nr. 2a GVG)[79]
- Erfinderrechtsstreitigkeiten (§ 39 Abs. 1 S. 1 ArbNErfG) mit Ausnahme von reinen Vergütungsklagen (§ 2 Abs. 2 ArbGG)
- Urheberrechtsstreitigkeiten (§ 104 S. 1 UrhG) mit Ausnahme von reinen Vergütungsklagen (§ 2 Abs. 2 ArbGG)[80]
- Ansprüche aus dinglichem Gerichtsstand (§ 24 ZPO)[81]
- Eine ausschließliche Zuständigkeit kann auch die eines anderweitigen Vollstreckungsgerichts sein (z. B. Anordnung der Zusammenrechnung nach § 850e ZPO)[82].
- öffentlich-rechtliche Streitigkeiten ⇒ siehe schon oben zu bürgerlich-rechtlicher Streitigkeit

###### Durch Parteivereinbarung
Eine Zusammenhangszuständigkeit kann als nur fakultative Zuständigkeit durch Parteivereinbarung nach § 38 ZPO oder durch eine Schiedsvereinbarung ausgeschlossen werden. Eine solche ausschließliche Rechtswegzuständigkeit ist jedoch nur auf Rüge hin zu beachten.

###### Sonderfall der Aufrechnung mit rechtswegfremder Gegenforderung
Eine Zusammenhangszuständigkeit kann im Zusammenhang einer (an sich) rechtswegfremden, zur Aufrechnung gestellten Gegenforderung bestehen, es sei denn, für diese besteht eine ausschließliche Zuständigkeit einer anderen Gerichtsbarkeit.

##### Verfahrenseinheit von Haupt- und Zusammenhangsklage
Eine Zusammenhangszuständigkeit setzt zwar keine anfängliche und auch keine nachträgliche, jedoch eine zwischenzeitliche Einheit des Verfahrens für die Haupt- und für die Zusammenhangsklage voraus. Es muss zumindest für einen Zeitpunkt die Möglichkeit geben, Haupt- und Zusammenhangsklage einheitlich zu verhandeln und zu entscheiden.

###### Selbständige Zusammenhangsklagen
Die Rede von einer „Zusammenhangsklage“ ist irreführend. Es muss keine Klage, sondern kann auch eine Aufrechnung mit einer rechtswegfremden Forderung sein. In der Regel werden eine Zusammenhangsklage und eine Hauptklage in einem Verfahren verbunden geführt. Eine Zusammenhangsklage kann aber auch als selbständige Klage anhängig gemacht werden. Dies seitens des Klägers, des Beklagten oder eines Dritten. Kommt es aber nicht zu einer Prozessverbindung, ist die Rechtswegzuständigkeit für eine solche selbständige Zusammenhangsklage problematisch.

###### Prozessverbindung (§147 ZPO) anfänglich selbständiger Zusammenhangsklagen
Eine anfänglich selbständig erhobene Zusammenhangsklage kann nach § 147 ZPO mit der Hauptklage verbunden werden. Mit der Prozessverbindung ist die Zusammenhangszuständigkeit begründet.

###### Unzulässigkeit dauerhaft selbständiger Zusammenhangsklagen
Es ist umstritten, ob eine Zusammenhangszuständigkeit nur dann gegeben sein kann, wenn die Haupt- und die Zusammenhangsklage zumindest für einen Augenblick in einem einheitlichen Verfahren miteinander verbunden sind.
Findet keine Prozessverbindung statt, ist nach zutreffender, jedoch umstrittener Auffassung eine Zusammenhangszuständigkeit nicht gegeben.
Nach der gegenteiligen Auffassung muss die Klage nach § 2 Abs. 3 ArbGG nicht in einem einheitlichen Verfahren durchgeführt werden.
Für diese Auffassung spricht, dass das BAG offenbar eine Zusammenhangszuständigkeit bejaht hat, obwohl die Zusammenhangsklage vor dem LAG Düsseldorf und die Hauptklage vor dem Arbeitsgericht Wiesbaden anhängig war – dies hängt aber von der konkreten Prozessgeschichte ab.
Ein am Hauptrechtsstreit nicht beteiligter Dritter kann eine selbständige Zusammenhangsklage einreichen. Dies ist für eine nur anfänglich selbständige Zusammenhangsklage zutreffend. Es bedarf aber eines Parteibeitritts des Dritten. Kommt es aber nicht zu einer Prozessverbindung, ist eine Zusammenhangszuständigkeit abzulehnen.
Für die Unzulässigkeit dauerhaft selbständiger Zusammenhangsklagen spricht der Normzweck des § 2 Abs. 3 ArbGG. Dieser ist auf die Ermöglichung des Idealfalls der gemeinsamen Verhandlung und Entscheidung sachlich zusammengehöriger Streitgegenstände gerichtet. Dieser Normzweck kann aber nicht erreicht werden, wenn Haupt- und Zusammenhangsklage selbständige Verfahren bleiben. Dies ist sicher dann nicht möglich, wenn Haupt- und Zusammenhangsklage in verschiedenen Gerichten oder auch nur bei verschiedenen Spruchkörpern desselben Gerichts anhängig sind.
Diskutabel erscheint allein, für eine Zusammenhangszuständigkeit eine Anhängigkeit bei demselben Spruchkörper ausreichen zu lassen. Dies ermöglicht die Verhandlung an demselben Sitzungstag unabhängig von der mehr formalen Frage der Prozessverbindung (§ 147 ZPO) und der Prozesstrennung (§ 145 ZPO).

###### Nachträgliche Trennung von Haupt- und Zusammenhangsklage unschädlich
Bestand einmal eine Zusammenhangszuständigkeit, ist eine nachträgliche Trennung von Haupt- und Zusammenhangsklage unschädlich.

##### Sonstige Zulässigkeit unselbständiger Zusammenhangsklagen
Eine ganz andere Frage als die der Rechtswegzuständigkeit ist, ob die Zusammenhangsklage in sonstiger Hinsicht zulässig ist. Darüber gibt § 2 Abs. 3 ArbGG keine Auskunft. § 2 Abs. 3 ArbGG erweitert die Rechtswegzuständigkeit, nicht jedoch die sonstigen Voraussetzungen der Zulässigkeit einer Zusammenhangsklage. Dies gilt insbesondere für den Fall der Klageänderung. Es gelten die allgemeinen Bestimmungen in den jeweiligen Instanzen.
Im Fall nachträglicher objektiver oder subjektiver Klagenhäufung ist die Zusammenhangsklage eine Klageerweiterung, die nur (jedoch regelmäßig) unter den Voraussetzungen einer Klageänderung nach den §§ 263 ff. ZPO zulässig ist.
Auch in der zweiten Instanz ist eine Klageerweiterung zulässig, jedoch nur unter den strengeren Voraussetzungen des Berufungsrechts (§ 533 ZPO), nicht aber in der Revisionsinstanz.
Entsprechendes gilt auch für die Widerklage (§ 33 ZPO) – mit der Verschärfung für die Berufungsinstanz (§ 533 ZPO).
In der Revisionsinstanz ist eine Zusammenhangsklage nicht zulässig.

##### Gleichheit der Verfahrensart
Es ist streitig, ob eine Zusammenhangszuständigkeit voraussetzt, dass für die Haupt- und für die Zusammenhangsklage die gleiche Verfahrensart gilt. Die Antwort darauf hängt davon ab, ob man für eine Zusammenhangszuständigkeit ein einheitliches Verfahren für notwendig hält.
Verlangt man dies, bedarf es dazu der Identität der Verfahrensart.
Aber selbst wenn man die Anhängigkeit vor demselben Spruchkörper ausreichen lässt, ist eine Identität der Verfahrensart zu verlangen, da zumindest die Möglichkeit einer Prozessverbindung bestehen muss.
Mangels Identität der Verfahrensart kann ein Antrag auf Erlass eines Arrests oder einer einstweiligen Verfügung keine Zusammenhangsklage für ein Hauptverfahren sein und umgekehrt.
Entsprechend gibt es auch im Verhältnis Mahnverfahren – normales Urteilsverfahren keine Zusammenhangszuständigkeit, genauer: bis zu einem Widerspruch gegen den Mahnbescheid oder einen Einspruch gegen den Vollstreckungsbescheid nicht.
Auch im Verhältnis Beschluss- zu Urteilsverfahren kommt keine Zusammenhangszuständigkeit in Betracht.

##### Partielle Identität der Parteien
Allgemein heißt es, § 2 Abs. 3 ArbGG setze „keine Parteienidentität“ voraus. Gemeint ist damit, dass § 2 Abs. 3 ArbGG keine vollständige Parteienidentität verlangt. „Es muss nur auf einer Seite eine der in § 2 Abs. 1 ArbGG genannten Parteien stehen“. Es genügt, wenn zumindest eine Partei der Hauptklage Partei der Zusammenhangsklage ist.
Dritte können unter anderem Bürgen, Gesamtschuldner, Versicherungen sein.
Unstreitig kann eine Partei der Hauptklage gegen einen Dritten eine Zusammenhangsklage erheben, z. B. der Arbeitgeber in einer Drittwiderklage gegen einen Dritten – unter der Voraussetzung der Sachdienlichkeit.
Nach herrschender Meinung kann eine Zusammenhangsklage auch ein Dritter gegen eine Partei der Hauptklage erheben.
Dies setzt aber nach der hier vertretenen Auffassung voraus, dass die Klage des Dritten nach allgemeinen prozessualen Grundsätzen in den Prozess der Hauptklage einbezogen werden kann – z. B. durch einen Parteibeitritt des Dritten – bzw. von demselben Spruchkörper eines Gerichts einbezogen werden könnte.

## Verfahren

### Vorabentscheidungsverfahren nach den §§ 17 ff. GVG
Ein Streit oder eine Unsicherheit über das Bestehen einer Zusammenhangszuständigkeit wird nach den §§ 17 ff. GVG geklärt.

### Abtrennung
Eine unselbständige Zusammenhangsklage kann nach § 145 ZPO von der Hauptklage abgetrennt werden.
Die Abtrennung hat keinen Einfluss auf eine ursprünglich gegebene Zusammenhangszuständigkeit.
Bestand einmal eine Zusammenhangszuständigkeit, ist eine nachträgliche Trennung von Haupt- und Zusammenhangsklage unschädlich.

## Rechtsfolgen

### Bestehen einer Zusammenhangszuständigkeit
Sind die Gerichte für Arbeitsrechtssachen für eine Zusammenhangsklage rechtswegzuständig, dann gilt für die Zusammenhangssache auch uneingeschränkt das arbeitsgerichtliche Verfahrensrecht. d. h. auch die Kostentragungspflicht des § 12a ArbGG. Eine Zusammenhangszuständigkeit schließt nicht aus, dass über Haupt- und Zusammenhangsklage getrennt durch Teilurteil (§ 301 ZPO) entschieden werden darf.

### Nichtbestehen der Zusammenhangszuständigkeit

#### Fehlen der Rechtswegzuständigkeit auch für die Hauptklage
Verneint das Gericht die arbeitsgerichtliche Rechtswegzuständigkeit schon für die Hauptklage, so hat es die Hauptklage und die sachlich rechtswegfremde Zusammenhangsklage nach den § 48 ArbGG, § 17a Abs. 2 GVG zu verweisen.

#### Bestehen einer Rechtswegzuständigkeit für die Hauptklage
- (Abtrennung und) Verweisung der Zusammenhangsklage:

Ist die Zuständigkeit für die Zusammenhangsklage zu verneinen, ist der Rechtsstreit nach § 48 ArbGG in Verbindung mit § 17a Abs. 2 GVG an das zuständige Gericht zu verweisen.
Die Zusammenhangsklage wird dann ggf. nach § 145 ZPO abgetrennt.
- Vorbehaltsurteil bei Aufrechnungen

„Die Aufrechnung mit einer rechtswegfremden Forderung macht den Erlaß eines Vorbehaltsurteils jedenfalls dann erforderlich, wenn die Aufrechnungsforderung zugleich Gegenstand einer Widerklage ist, die an ein Gericht einer anderen Gerichtsbarkeit verwiesen worden ist.“

## Rechtsprechung und Literatur
- BVerfG [31.08.1999] – 1 BVR 1389/97 – NZA 1999, 1234 = AP ArbGG 1979 § 2 Zuständigkeitsprüfung Nr. 6

- BAG [11.06.2003] – 5 AZB 43/02 – NZA 2003, 1163 = AP ArbGG 1979 § 2 Nr. 85
- BAG [11.09.2002] – 5 AZB 3/02 – NZA 2003, 62 = AP ArbGG 1979 § 2 Nr. 82 <ArbG Wiesbaden – LAG Düsseldorf>
- BAG [23.08.2001] – 5 AZB 20/01 – AP ArbGG 1979 § 2 Nr. 76
- BAG [13.03.2001] – 1 AZB 19/00 – NZA 2001, 1037 = NJW 2001, 3724
- BAG [28.10.1997] – 9 AZB 35/97 – AP ArbGG 1979 § 2 Nr. 55 (trotz § 34 ZPO)
- BAG [18.08.1997] – 9 AZB 15/97 – NZA 1997, 1363 = AP HGB § 74 Nr. 70
- BAG [28.10.1993] – 2 AZB 12/93 – AP ArbGG 1979 § 2 Nr. 19
- BAG [03.06.1996] – 5 AS 34/95 – juris
- BAG [01.03.1993] – 3 AZB 44/92 – AP ArbGG 1979 § 2 Nr. 25
- BAG [02.12.1992] – 5 AS 13/92 – AP ArbGG 1979 § 2 Nr. 24
- BAG [14.06.1983] – 3 AZR 619/80 – n.v. = juris
- BAG [15.08.1975] – 5 AZR 217/75 – ArbGG § 2 Zuständigkeitsprüfung Nr. 32 (zu § 3 ArbGG a.F.)
- BAG [23.09.1960] – 5 AZR 258/59 – AP ArbGG 1953 § 61 Kosten Nr. 3

- LAG Berlin [22.07.2005] – 10 Ta 1331/05 – NZA-RR 2006, 98
- LAG Berlin [15.07.1998] – 5 Ta 12/97 – n.v.
- LAG Hessen [21.12.1998] – AuR 1999, 198 Ls. = juris
- LAG Köln [19.07.2006] – 9 Ta 228/06 – n.v. = juris, Rn. 19
- LAG Köln [18.08.2005] – 6 Sa 379/05 – AR-Blattei ES 160.8 Nr 7 = juris, Rn. 18
- LAG Köln [22.04.2002] – 8 (13) Ta 8/02 – NZA-RR 2002, 547 = juris, Rn. 45
- LAG Köln [28.02.1995] – 13 Ta 300/94 – AP ArbGG 1979 § 2 Nr. 37
- LAG Rheinland-Pfalz [12.07.2004] – 8 Ta 127/04 – n.v. = juris, Rn. 15

- ArbG Passau [09.12.2005] – 4e Ca 1367/05 E – juris

- OLG Düsseldorf [28.01.1997] – 22 W 5/97 – NZA-RR 1997, 222

- Literatur:
- ErfK/Koch, 7. Aufl. [2007], ArbGG § 2 Rn. 34 – 39.
- Gift/Baur, Urteilsverfahren [1993], C Rn. 199 – 223
- GK-ArbGG/Wenzel, ArbGG (Lbl. 3/07), § 2 Rn. 202 – 215
- Grunsky, ArbGG, 7. Aufl. [1995], § 2 Rn. 136 – 147
- Helml, in: Hauck/Helml, ArbGG, 3. Aufl. [2006], § 2 Rn. 61 – 66
- Ziemann, in: Henssler/Willemsen/Kalb, Arbeitsrecht, 2. Aufl. [2006], ArbGG § 2 Rn. 128 – 137
- Kissel, GVG, 4. Aufl. [2005], § 13 Rn. 168 – 172
- Schaub, Arbeitsgerichtsverfahren, 7. Aufl. [2001], § 10 Rn. 109 – 117
- Walker, in: Schwab/Weth, ArbGG (2004), § 2